# Campionato italiano di calcio per amputati
Il campionato italiano di calcio per amputati è un insieme di tornei nazionali e regionali di calcio per amputati istituiti dalla Federazione Italiana Sport Paralimpici e Sperimentali (FISPES).
Il campionato è a livello unico a carattere dilettantistico senza alcuna promozione né retrocessione.

## Storia
Il primo campionato italiano è stato fondato nel 2019 ed è iniziato il 27-28 aprile dello stesso anno. Le prime quattro squadre sono state Vicenza Calcio Amputati, Levante C. Pegliese, Fabrizio Miccoli e Nuova Montelabbate. Dal 2022 entrano a far parte del campionato la Roma Calcio Amputati e la Sporting Amp Football, mentre la Nuova Montelabbate e la Fabrizio Miccoli di Lecce hanno cessato le loro attività sportive. Nell'edizione 2024, escono di scena Levante C. Pegliese e Roma Calcio Amputati, e al loro posto subentrano nella nuova stagione, gli Insuperabili e la Lazio Calcio Amputati.

Il Sporting Amp Football detiene il primato del club più titolato d'Italia con 3 scudetti 4 Coppe Italia e 1 Supercoppa Italia (8 trofei). Il secondo club è il Vicenza calcio Amputati 3 scudetti 2 Supercoppe (5 trofei) 

## Formula e regolamento
Le squadre si sfidano, due per ciascuna di esse al termine degli scontri diretti, le prime due disputano la finale, mentre le altre due si sfidano per il terzo posto. Dalla stagione 2020, si formula come un campionato classico, con 3 partite di andata e 3 di ritorno e il vincitore è basata sulla 1ª classificata a fine stagione.

## Le squadre
Sono 8 le squadre ad aver preso parte ai 6 campionati italiani di calcio per amputati disputati a partire dal 2019 fino alla stagione 2024.
(in grassetto le squadre partecipanti):
- 6 volte:  Vicenza Calcio Amputati

- 5 volte   Levante C. Pegliese
- 3 volte:  Fabrizio Miccoli,  Nuova Montelabbate,  Sportin Amp Football
- 2 volte:  Roma Calcio Amputati,
- 1 volta:  Lazio Calcio Amputati,  Invincibili

## Albo d'oro
Di seguito è riportato l'albo d'oro del campionato italiano di calcio per amputati.
- 2019:  Nuova Montelabbate (1º)
- 2020:  Vicenza Calcio Amputati (1º)
- 2021:  Vicenza Calcio Amputati (2º)
- 2022:  (1º) Sportin Amp Football (2°)
- 2023:  Vicenza Calcio Amputati (3º)
- 2024: Sporting Amp Football (3°)
- 2025:

### Titoli per squadra
| Squadra                 | Titoli | Anni             |
| ----------------------- | ------ | ---------------- |
| Vicenza Calcio Amputati | 3      | 2020, 2021, 2023 |
| Sportin Amp Football    | 3      | 2022, 2024       |
| Nuova Montelabbate      | 3      | 2019             |